# Rite syriaque oriental
Le rite syriaque oriental, rite perse, rite chaldéen ou rite  assyro-chaldéen est le rite liturgique employé par différentes Église orientales (Église apostolique assyrienne de l'Orient, Ancienne Église de l'Orient, Église malabare orthodoxe…)  ainsi que par deux Églises catholiques orientales (Église catholique chaldéenne et Église catholique syro-malabare).

## Historique
Le rite syriaque oriental est à l'origine le rite de l'Église de l'Orient.

## Caractéristiques

### Langue liturgique
La langue liturgique de l'Église, dite de la branche orientale syriaque, est l'araméen. Il est aujourd'hui appelé syriaque. On peut dire que c'est un araméen chrétien. Ces chrétiens vivent les sacrements dans la langue du Christ.